# Plazopánví
Plazopánví (Saurischia) tvoří jednu ze dvou velkých skupin dinosaurů (druhou skupinu tvoří ptakopánví či dle některých výzkumů ornitoscelidi). Tuto taxonomickou jednotku (většinou klasifikovanou jako řád) ustavil poprvé britský paleontolog Harry Govier Seeley v roce 1888. Charakteristická je u nich trojpaprsčitá stavba pánevních kostí.

## Kontroverzní systematika
Dle současných kontroverzních poznatků možná netvoří plazopánví v tradičním pojetí monofyletickou skupinu, jelikož teropodi jsou ve skutečnosti sesterský taxon k Ornithischia. Abychom tedy mohli taxon Saurischia považovat za klad, je třeba jej chápat pouze jako označení pro sauropodní dinosaury a k nim sesterskou čeleď Herrerasauridae, která bývala pro svou morfologii řazena mezi Teropoda. Systém dinosaurů může vypadat například takto:
Dinosauria – dinosauři
- Ornithoscelida – ornitoscelidi
  - Theropoda – teropodi
  - Ornithischia – ptakopánví
- Saurischia – plazopánví (v upravené podobě)
  - Sauropodomorpha – sauropodomorfové
  - Herrerasauridae – hererasauridi

Tato verze systematiky však není obecně uznávána.
Kladistická definice Saurischia:
- Nejobsáhlejší klad, který zahrnuje Allosaurus fragilis a Camarasaurus supremus, ale nezahrnuje Stegosaurus stenops.

Plazopánví dinosauři patřili do kladu Archosauria a jejich blízkými příbuznými tedy ve skutečnosti nebyli ještěři (jako je leguán, varan, ještěrka nebo chameleon), navzdory často chybně uváděnému označování dinosaurů jako "pravěcí ještěři" nebo "veleještěři".

## Rozdělení
Taxon byl původně vytvořen, aby sdružoval dvě velké větve dinosaurů – Theropoda a Sauropodomorpha.
Do plazopánvých patří však dnes již jen tyto dvě skupiny dinosaurů:
- masožraví Herrerasauridae dříve považovaní za teropody,
- velcí až obrovští býložraví dinosauři ze skupiny Sauropodomorpha, mezi něž patří také infrařád Sauropoda.[7]

Celkově známe více plazopánvých dinosaurů než ptakopánvých - k červenci roku 2020 byl počet formálně popsaných druhů příslušníků kladu Saurischia asi 859, zatímco u Ornithischia činil 520. Plazopánví dinosauři tedy převažují nad ptakopánvými v poměru zhruba 62 % ku 39 %.

## Paleobiologie
Sauropodi byli největšími dinosaury (a tím i největšími suchozemskými živočichy) vůbec. Mohli dosáhnout délky přes 35 metrů a hmotnosti kolem 80 tun, takže jediným velikostním soupeřem by jim byl současný kytovec plejtvák obrovský a několik dalších druhů velryb. Například sauropod druhu Supersaurus vivianae mohl být podle novějších zjištění dlouhý asi 39 až 42 metrů, což by z něho patrně činilo nejdelšího dosud známého obratlovce vůbec.
Dle tradičního pojetí do skupiny plazopánvých dinosaurů však patří i všichni dnešní ptáci, kteří se koncem jurského období vyvinuli z drobných teropodních dinosaurů. Jeden z paradoxů taxonomie je, že ptáci jsou potomky plazopánvých a nikoliv ptakopánvých dinosaurů. Jejich pánevní pletenec se do ptačí podoby utvořil zcela nezávisle na vývojové skupině dinosaurů, kteří byli po nich pojmenováni. Ptáci jsou tedy vysoce specializovanou skupinou maniraptorních teropodních dinosaurů.
O mnoha aspektech plazopánvých dinosaurů ještě prakticky nic nevíme. Například tělesná poloha velkých teropodů při spánku a odpočinku obecně zůstává záhadou, ačkoliv některé ichnofosilní nálezy (zkamenělé otisky stop) by v tomto ohledu mohly pomoci. To je i příklad stop pravděpodobně druhu Tyrannosaurus rex, objevečné na území Nového Mexika.
Výzkum založený na rozboru biomarkerů oxidačního stresu ve stehenních kostech dinosaurů a některých dalších obratlovců ukazuje, že teplokrevní (endotermní) byli patrně všichni plazopánví dinosauři, zatímco mezi ptakopánvými nalezneme převážně potenciálně "studenokrevné" druhy nebo zástupce s jinými fyziologickými adaptacemi.

## Galerie

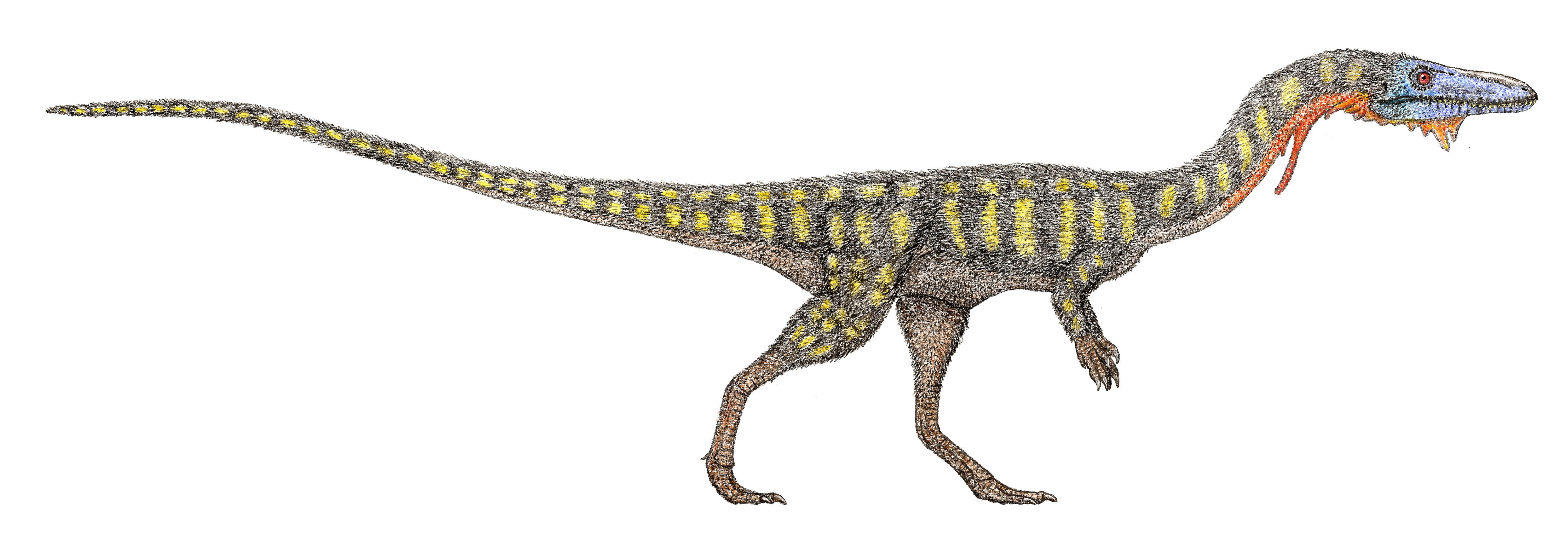
Coelophysis triasový teropod
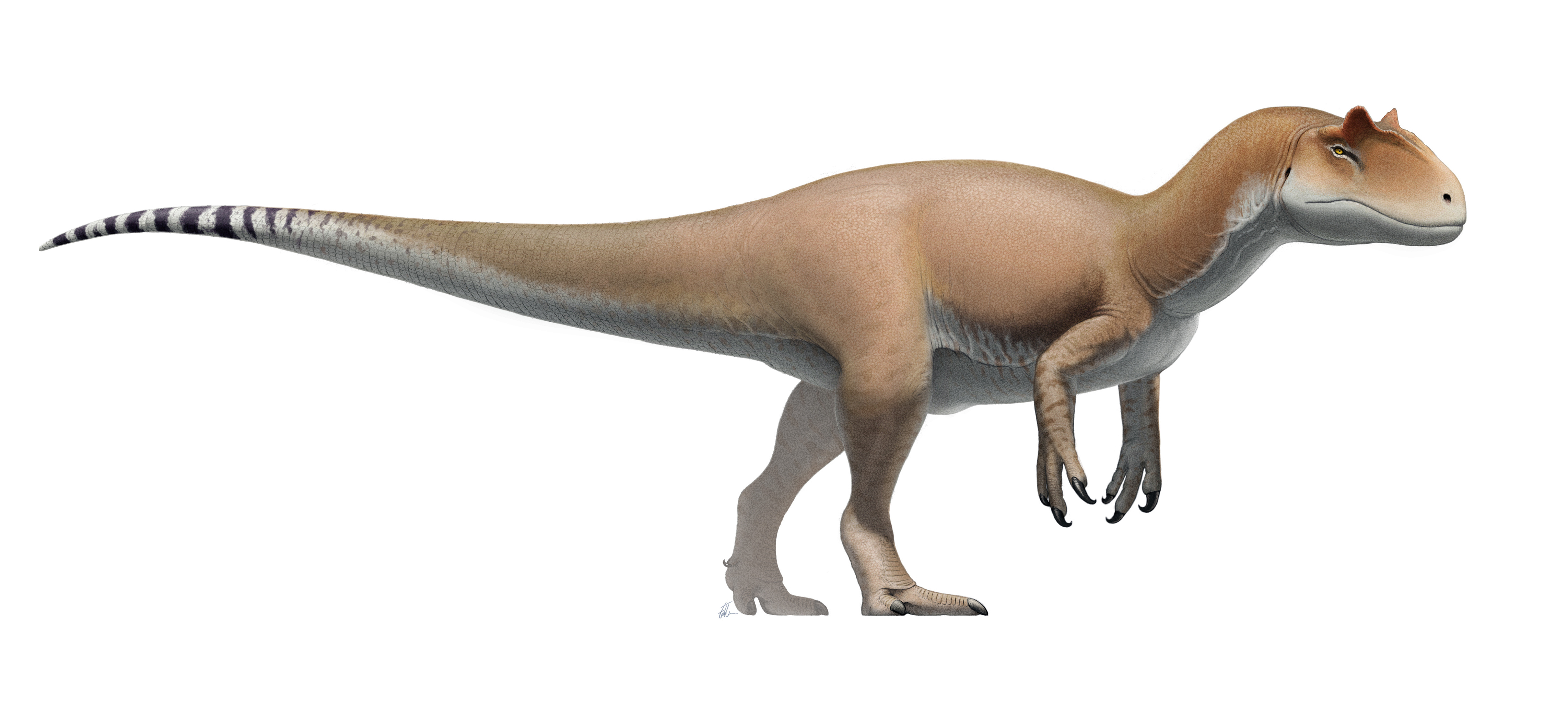
Allosaurus jurský teropod
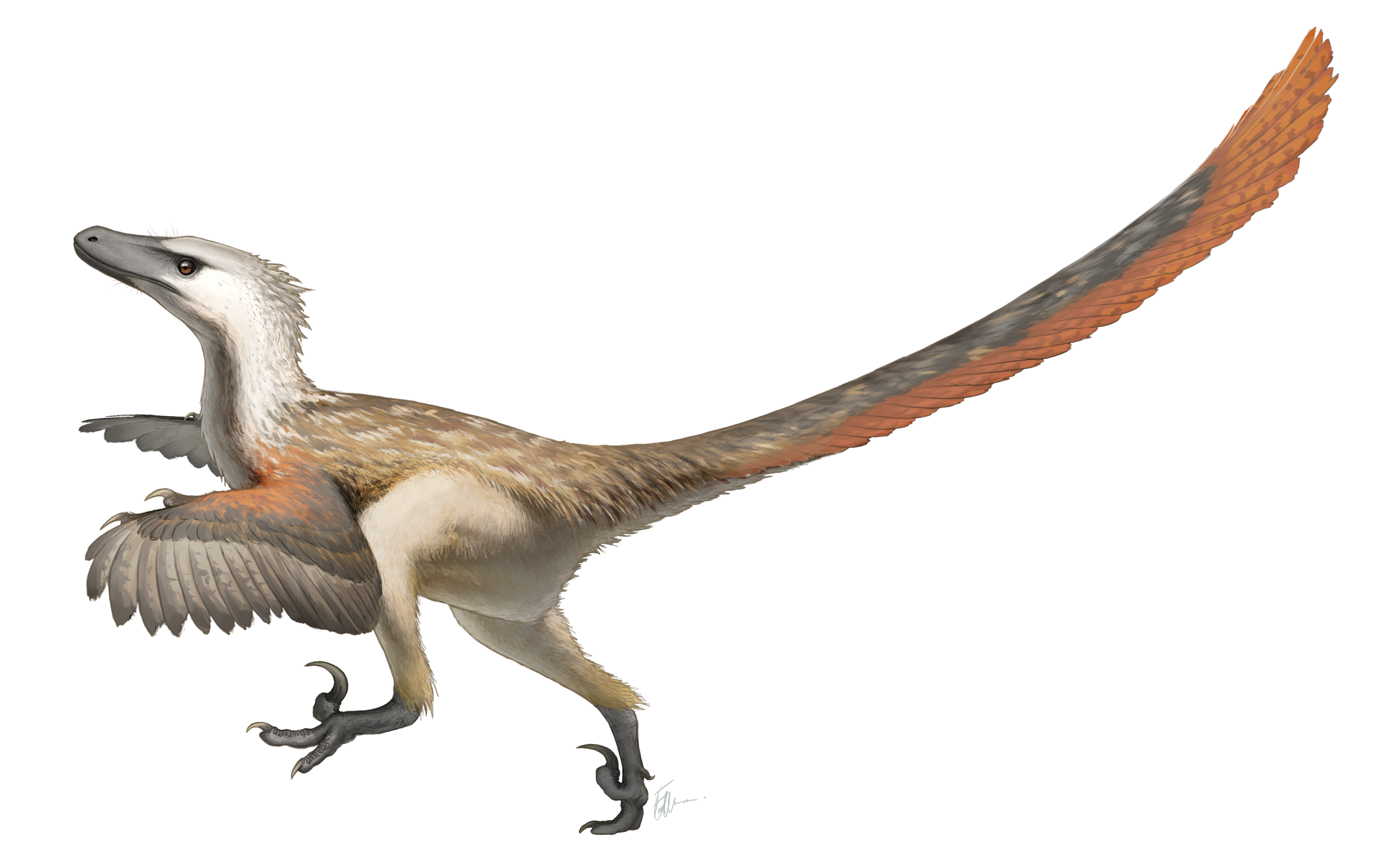
Velociraptor spodno-křídový teropod
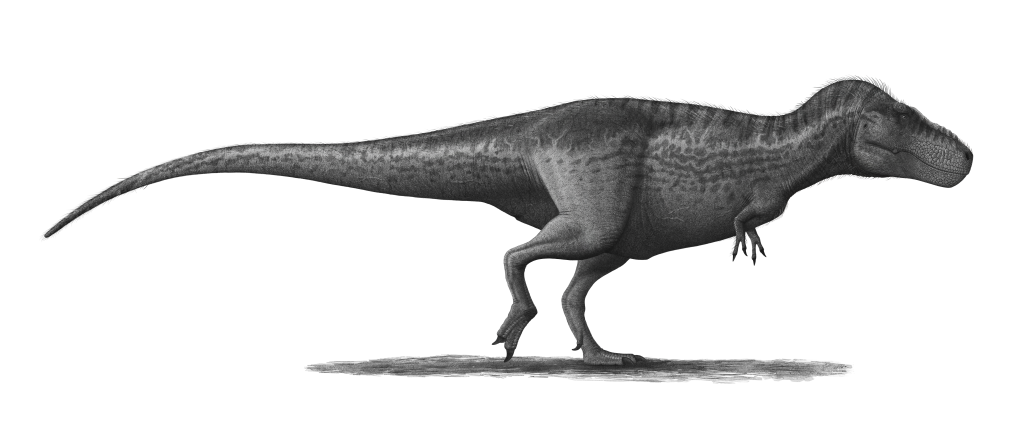
Tyrannosaurus svrchno-křídový teropod

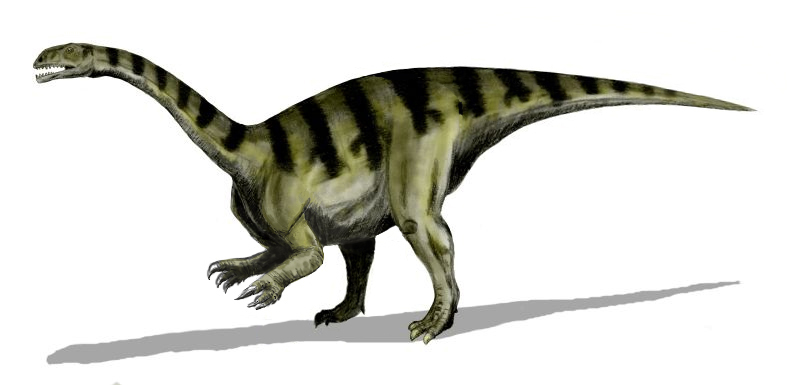
Plateosaurus triasový sauropodomorf
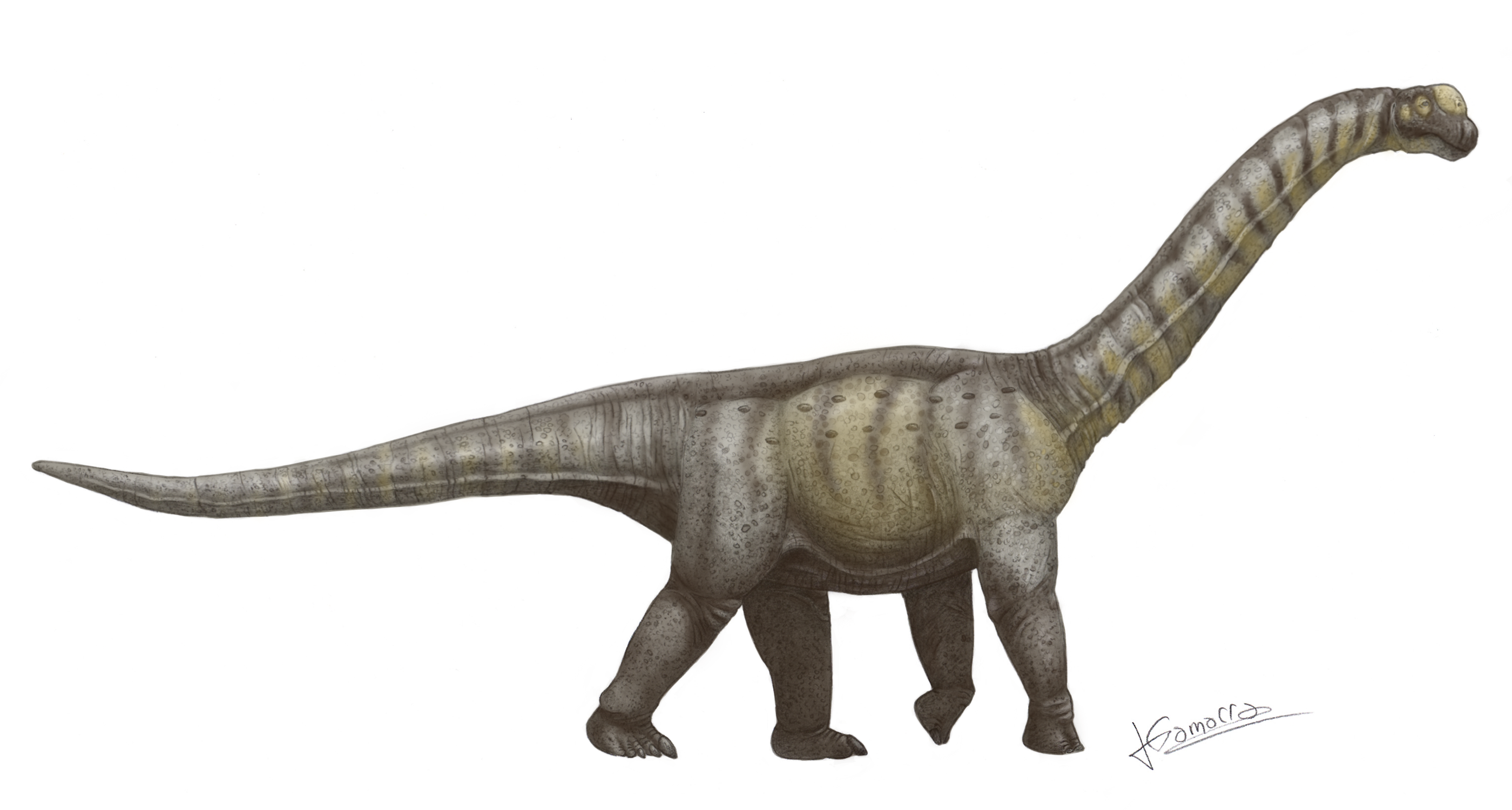
Camarasaurus jurský sauropodomorf
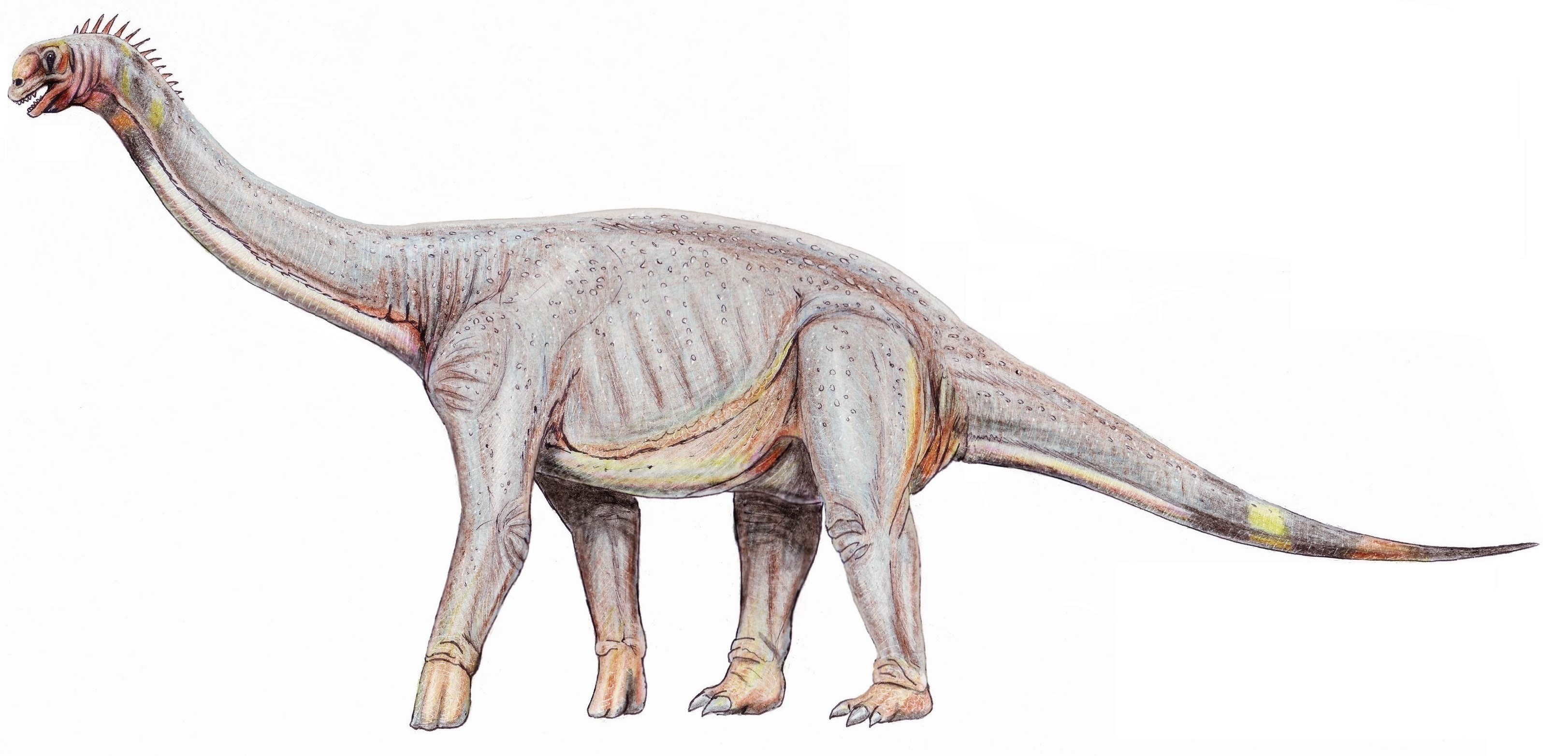
Astrodon spodno-křídový sauropodomorf
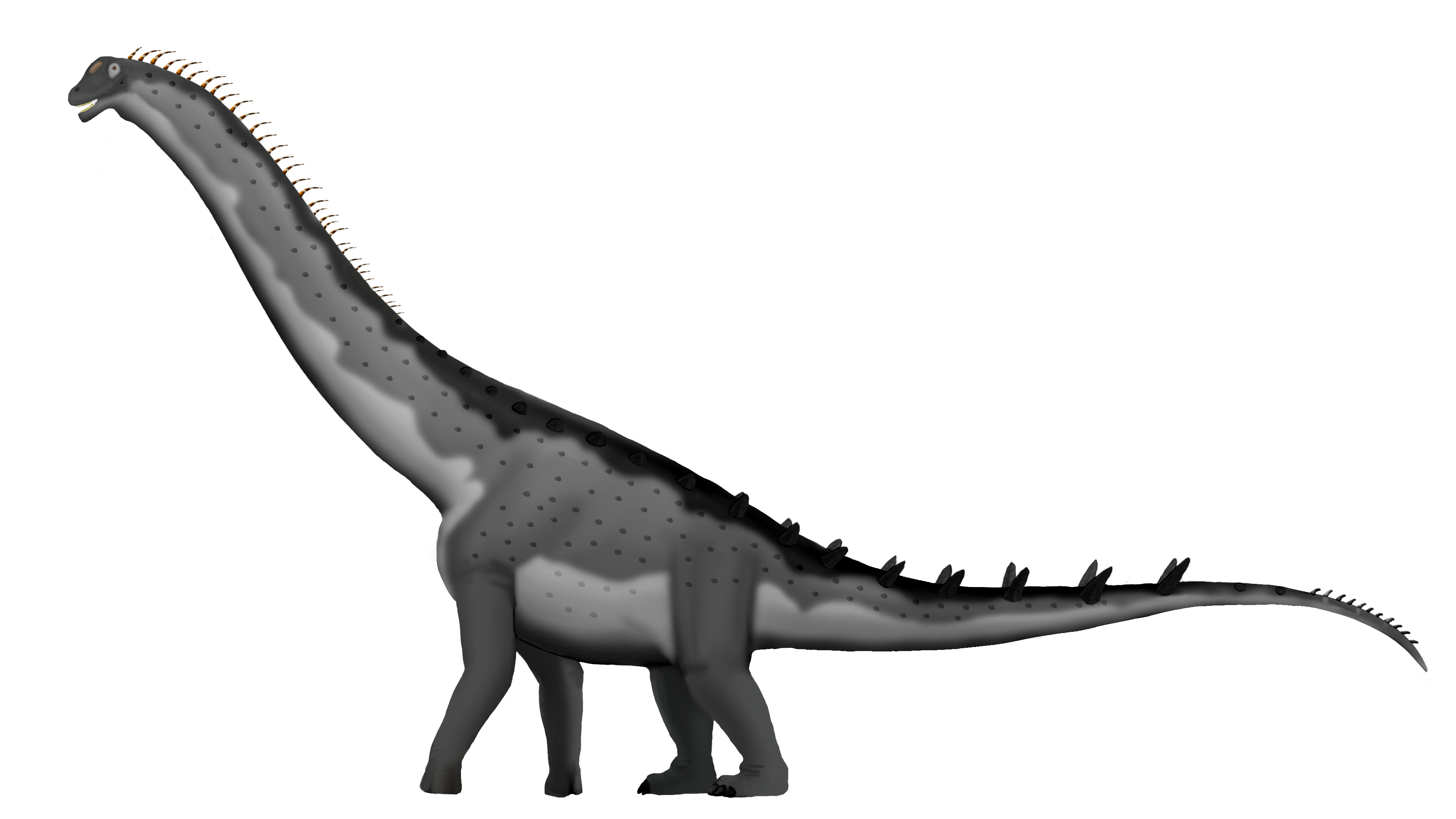
Alamosaurus svrchno-křídový sauropodomorf